# 鵜殿長持
鵜殿 長持（うどの ながもち）は、戦国時代の三河国の武将。

## 略歴
三河国宝飯郡上ノ郷城（現在の愛知県蒲郡市神ノ郷町、西郡城とも）の城主。16世紀前半の鵜殿氏は一族が分立し、現在の蒲郡市域の大半を統治していたらしい。また駿河の戦国大名・今川氏に従属し、数字は正確ではなかろうが「三州西郡一万石」を領したとされる大身分だった。また今川義元の妹を室に迎えたという。連歌師の宗長・宗牧とも親交があった。弘治3年（1557年）自城にて没。
鵜殿氏は東海地域の法華宗の後援者であり、15世紀から16世紀にかけて多数の法華宗寺院の建立を支援したが、天文21年（1552年）には隣国遠江の本興寺の仏殿修復の際には多額の寄進を行っており、棟札には長持の名が筆頭に挙げられている。